# Дикси Браунинг
Дикси Браунинг (на английски: Dixie Browning) е американска художничка и писателка на бестселъри в жанра съвременен романс и исторически романс. Пише и под псевдонима Зои Дозиър (на английски: Zoe Dozier) и заедно със сестра си Мери Бъръс Уилямс под псевдонима Бронуен Уилямс (на английски: Bronwyn Williams).

## Биография и творчество
Дикси Бъръс Браунинг е родена на 9 септември 1930 г. в Аутър Банкс, Северна Каролина, САЩ, където нейните предци, морският капитан Дозиър Бъръс и Акса Уилямс, са живели в продължение на поколения. Дъщеря на Морис Ленън „Дик“ Бъръс, професионален бейзболен играч, и Ребека Стивънс Бур. Има две сестри, Мери и Сара Бъръс. От малка е силно привлечена от литературата и рисуването. Обича да чете уестърни и романси.
Учи в гимназия „Mary Washington“ 1947-1948 г., професионалния институт „Ричмънд“ 1948-1949 г. и в училището за медицински сестри „City Memorial“ 1949-1950 г. в Уинстън-Сейлъм. На 29 октомври 1950 г. се омъжва за Леонард Браунинг, електроинженер. Имат две деца – Елизабет и Леонард ІІІ.
Като съпруга Дикси Браунинг отглежда децата си и се занимава с рисуване. Тогава стартира и нейната кариера като художник. В периода 1967-73 г. тя работи като учител и демонстрант в училищата към Асоциацията за приложни изкуства в Уинстън-Сейлъм. Едновременно с това в периода 1968-73 г. тя основава и е съуправител на художествената галерия „Originals“. През 1972 г. е член-основател на Обществото на акварелистите на Северна Каролина и е негов пръв президент до 1973 г. През 1974-1975 г. е съуправител на арт-галерия в Клемонс, Северна Каролина. От 1984 г. до 1999 г. е съсобственик и президент на „Browning Artworks“ във Фриско, Северна Каролина. Член е на Съвета по изкуствата на Уинстън-Сейлъм. Нейните картини са изложени в различни музеи, банки, частни колекции и фондации. За тях е получила неколкократно първи награди.
През 1975 г. започва да работи като колумнист във вестник по въпросите на изкуството. По същото време решава да опита да пише романси, първоначално с включен в тях автобиографичен елемент. Първият ѝ роман „Home Again My Love“ излиза през 1977 г. под псевдонима Зои Дозиър. След публикуването на втория ѝ роман през 1978 г. тя решава, че може да продължи да пише под собственото си име. Отдава се на писателското си поприще като твори с истинска страст и постоянство. Става един от търсените и обичани автори на романтична литература.
В средата на 80-те започва да пише исторически романси в съавторство със сестра си Мери Уилямс под псевдонима Бронуен Уилямс, съставен от техните съпружески имена. Мери участва в написването на романите като събира и систематизира историческите данни и обстоятелства, и дава идеи и герои за произведенията.
Техният първи роман „White Witch“ е публикуван през 1988 г. Сътрудничеството им е много успешно и те многократно са удостоени с различни награди за развитието на историческия романс и уестърн.
Произведенията на писателката, които са над 100, много пъти са били в списъците на бестселърите. Те са преведени на много езици по целия свят.
Дикси Браунинг е удостоена с наградата „РИТА“ (златен медальон) през 1983 г. за „Renegade Player“ и има още 5 номинации за нея. Получила е 3 награди „Маги“ за своите исторически романси. Член е на Асоциацията на писателите на романси на Америка.
Тя живее в Аутър Банкс, Северна Каролина, където продължава да рисува пейзажи от живата природа.

## Произведения

### Като Зои Дозиър

#### Самостоятелни романи
- Home Again My Love (1977)
- The Warm Side of the Island (1978)

### Като Дикси Браунинг

#### Самостоятелни романи
- Unreasonable Summer (1980)
- Tumbled Wall (1980)
- Chance Tomorrow (1980)
- Wren of Paradise (1981)
- East of Today (1981)
- Journey to Quiet Waters (1981)
- Winter Blossom (1981)
- Logic of the Heart (1982)
- Renegade Player (1982) – награда „РИТА“
- Island on the Hill (1982)
- Logic Heart (1982)
- Finders Keepers (1982)
- Loving Rescue (1982)
- Practical Dreamer (1983)
- A Secret Valentine (1983)
- Shadow of Yesterday (1983)
- Image of Love (1983)
- Reach Out to Cherish (1983)
- Visible Heart (1984)
- Late Rising Moon (1984)
- Just Desserts (1984)
- В прегръдката на бурята, Stormwatch (1984)
- Time and Tide (1984)
- The Tender Barbarian (1985)
- By Any Other Name (1985)
- Matchmaker's Moon (1985)
- Something for Herself (1985)
- Любовни сънища, A Bird in Hand (1985)
- Предсказана любов, In the Palm of Her Hand (1986)
- A Winter Woman (1986)
- There Was Once a Lover (1987)
- A Matter of Timing (1987)
- Belonging (1987)
- Fate Takes a Holiday (1988)
- Along Came Jones (1988)
- Сърца в скреж, Thin Ice (1988)
- Кораби в нощта, Ships in the Night (1989)
- The Homing Instinct (1990)
- Just Say Yes (1991)
- Gus and the Nice Lady (1992)
- По волята на съдбата, Kane's Way (1993)
- The Bride-in-law (1999)
- The Virgin and the Vengeful Groom (2000)
- Cinderella's Midnight Kiss (2000)
- Single Female (Reluctantly) Seeks.... (2000)
- More to Love (2001)
- Undertow (2003)
- Social Graces (2003)
- Driven to Distraction (2004)
- A Knight in Rusty Armor (2011)
- Look What The Stork Brought In? (2012)

#### Серия „Аутър Банкс“ (Outer Banks)
1. Гласът на сърцето, Keegan's Hunt (1993)
2. Lucy and the Stone (1994)
3. Two Hearts, Slightly Used (1994)

#### Серия „Висок, Тъмен и Красив“ (Tall, Dark and Handsome)
1. Alex and the Angel (1996)
2. The Beauty, the Beast and the Baby (1996)
3. Stryker's Wife (1996)

#### Серия „Наследниците на Лоулес“ (Lawless Heirs)
1. The Passionate G-Man (1998)
2. His Business, Her Baby (1998)
3. A Knight in Rusty Armour (1999)
4. First Time Home (2005)

#### Серия „Страстни сили“ (Passionate Powers)
1. A Bride for Jackson Powers (2000)
2. The Virgin and the Vengeful Groom (2000)

#### Серия „Съдбата на Бекет“ (Beckett's Fortune)
1. Beckett's Cinderella (2002)
2. Beckett's Birthright (2002) – като Бронуен Уилямс
3. Beckett's Convenient Bride (2003)

#### Серия „Примадоните“ (Divas Who Dish)
1. Her Passionate Plan B (2005)
2. Her Man Upstairs (2005)
3. Her Fifth Husband? (2005)

#### Участие в общи серии с други писатели

##### Серия „Западни любовници: Оженени набързо“ (Western Lovers: Hitched in Haste)
10. The Hawk and the Honey (1983)
от серията има още 5 романа от различни автори

##### Серия „Родени в САЩ“ (Born in the USA)
- First Things Last (1984)

от серията има още 18 романа от различни автори

##### Серия „Мъже: Произведено в Америка 2“ (Men: Made in America 2)
20. The Love Thing (1984)
33. The Security Man (1986)
от серията има още 48 романа от различни автори

##### Серия „Американски герои: Срещу всички шансове“ (American Heroes: Against All Odds)
40. Just Deserts (1985)
от серията има още 49 романа от различни автори

##### Серия „Бебета и ергени в САЩ“ (Babies & Bachelors USA)
- Reluctant Dreamer (1986)

от серията има още 17 романа от различни автори

##### Серия „Мъж на месеца“ (Man of the Month)
- Взривена тишина, Beginner's Luck (1989)
- Събудена надежда, Twice in a Blue Moon (1990)
- Not a Marrying Man (1991)
- Best Man for the Job (1992)
- Hazards of the Heart (1993)
- Lucy and the Stone (1994)
- The Beauty, the Beast and the Baby (1996)
- Stryker's Wife (1996)
- Look What the Stork Brought (1997)
- The Passionate G-Man (1998)
- A Knight in Rusty Armour (1999)
- A Bride for Jackson Powers (2000)
- Rocky and the Senator's Daughter (2001)
- Beckett's Cinderella (2002)

от серията има още 73 романа от различни автори

##### Серия „Тук идват младоженците“ (Here Come the Grooms)
5. Best Man for the Job (1992)
от серията има още 18 романа от различни автори

##### Серия „Таткото узнава последен“ (Daddy Knows Last)
1. The Baby Notion (1996)
от серията има още 4 романа от различни автори

##### Серия „Страници и привилегии“ (Pages & Privileges)
- Alex and the Angel (1996)

от серията има още 24 романа от различни автори

##### Серия „Светът на най-избраните ергени“ (World's Most Eligible Bachelors)
- His Business, Her Baby (1998)

от серията има още 9 романа от различни автори

##### Серия „Тексаски клуб на скотовъдците“ (Texas Cattleman's Club)
1. Texas Millionaire (1999)
от серията има още 3 романа от различни автори

##### Серия „Тексаски клуб на скотовъдците: Последният ерген“ (Texas Cattleman's Club: The Last Bachelor)
1. The Millionaire's Pregnant Bride (2002)
от серията има още 4 романа от различни автори

##### Серия „Кънтри клуб „Самотна звезда“ (Lone Star Country Club)
6. The Quiet Seduction (2002)
от серията има още 21 романа от различни автори

### Като Бронуен Уилямс

#### Самостоятелни романи
- White Witch (1988)
- Dandelion (1989) – награда „Маги“
- Gideon's Fall (1991)
- The Mariner's Bride (1991)
- The Warfield Bride (1993) – награда „Маги"
- Омагьосаният остров, Bedeviled (1995)
- Slow Surrender (1995)
- Неизбежен брак, Halfway Home (1996)
- Seaspell (1997)
- Entwined (1998)
- Beholden (1998)
- The Paper Marriage (2000)
- Longshadow's Woman (2001)
- The Mail-order Brides (2001)
- Blackstone's Bride (2003)

#### Участие в общи серии с други писатели

##### Серия „Мъже на работа“ (Men at Work)
50. Stormwalker (1990) – награда „Маги“
от серията има още 7 романа от различни автори

##### Серия „Коледни антологии на Арлекин“ (Harlequin Christmas Anthologies)
- Harlequin Historical Christmas Stories: 1992 (1992) – с Маура Сейгър и Ерин Йорк

от серията има още 10 романа от различни автори

#### Сборници
- Silhouette Christmas Stories 1987 (1987) – с Джина Грей, Линда Хауърд и Даяна Палмър
- Dream Catchers (1995) – с Катлийн Ийгъл
- Heart of the Home (1997) – с Дениз Домнинг, Бренда Джойс и Фърн Майкълс
- Big Sky Grooms (2001) – с Каролин Дейвидсън и Сюзън Малъри
- Gamble / As Good as Gold / Spirit of the Wolf (2004) – с Каролин Дейвидсън и Сюзън Малъри
- Montana Legends (2005) – с Каролин Дейвидсън и Сюзън Малъри